# Michael Woods (calciatore)
Michael Woods (23 marzo 1962) è un ex calciatore maltese, di ruolo difensore.

## Carriera

### Club
Dal 1984 al 1995 ha giocato nella massima serie del campionato maltese con l'Hibernians.

### Nazionale
Ha collezionato 21 presenze con la propria nazionale, giocandoci dal 1984 al 2006.

## Palmarès

### Club

#### Competizioni nazionali
- Campionato maltese: 2

Hibernians: 1993-1994, 1994-1995
- Supercoppa di Malta: 1

Hibernians: 1994

### Individuale
- Calciatore maltese dell'anno: 1

1994-1995